# Johann Karl Schultz
Pour les articles homonymes, voir Schultz.
Johann Karl Schultz (né le 5 mai 1801 à Dantzig, mort le 12 juin 1873 dans la même ville) est un peintre prussien.

## Biographie
Schultz étudie à l'académie de Dantzig auprès de Johann Adam Breysig et à l'académie de Berlin auprès de Johann Erdmann Hummel. En 1823, il vient à Munich où il enseigne la peinture d'architecture en succession de Lorenzo Quaglio (de). En 1824, il fait un voyage en Italie, où il reste jusqu'en 1828, puis s'installe à Berlin et est nommé en 1832 directeur de l'académie de Dantzig à la place de Breysig.